# Juin 1960

## Événements
- Échec de la fusion entre le MPLA et l’UPA (Union populaire de l’Angola) de Roberto Holden. Une manifestation pacifique de soutien au leader du MPLA Agostinho Neto est dispersée dans le sang.
- Le gouvernement japonais, dépassé par les manifestations antiaméricaines, est contraint d’annuler son invitation au Président Eisenhower.

- 4 juin : triple meurtre du lac Bodom, en Finlande.

- 5 juin : Norodom Sihanouk devient chef de l’État au Cambodge. Sa politique de neutralité, soutenue par les pays socialistes, et des querelles frontalières le mène à la rupture avec la Thaïlande et le Viêt Nam du Sud, puis avec les États-Unis (1961-1964). L’étatisation de l’économie et la corruption de l’administration mécontentent le peuple.

- 6 juin :  
  - l'organisme American Heart association écrit dans un rapport : « Les études statistiques permettent de faire le lien entre le tabagisme et les décès liés aux maladies coronariennes ».
  - Le pilote écossais Jim Clark dispute son premier Grand Prix de Formule 1 — le Grand Prix des Pays-Bas, sur le Circuit de Zandvoort — au volant d'une Lotus-Climax, pour remplacer John Surtees, qui dispute encore des courses de moto. (Résultat : Abandon au 42e tour / transmission).

- 7 juin : élection générale néo-écossaise.

- 8 juin : élection générale saskatchewanaise.

- 14 juin :
  - En France, Discours du Président Charles de Gaulle sur sa politique algérienne.
  - Au Japon, des émeutes d'étudiants protestant contre la coopération mutuelle et le traité de sécurité avec les États-Unis, conduisent à repousser de 2 jours la visite du Président Dwight Eisenhower.

- 15 - 24 juin[1] : IIIe Conférence des États africains indépendants à Addis-Abeba.

- 16 juin : la visite du Président Eisenhower est accompagnée d'émeutes menées par plus de 20 000 contestataires, bilan : 870 blessés.

- 19 juin : cinquième grand prix de F1 de la saison 1960 en Belgique, remporté par Jack Brabham sur Cooper-Climax. Le Grand Prix est marqué par le décès de deux pilotes au cours de l'épreuve : Alan Stacey touché au visage par un oiseau et Chris Bristow à la suite d'un accrochage avec Willy Mairesse.

- 20 juin : 
  - Le Mali et le Sénégal gagnent leur indépendance de la France.
  - Floyd Patterson reconquiert son titre de champion du monde des poids lourds à la boxe en battant Ingemar Johansson par K.O. au 5e round à New York.

- 22 juin :
  - Élection de Jean Lesage au Québec (Parti libéral du Québec). Il préconise « la révolution tranquille » (fin de mandat en 1966).
  - Premier vol du Boeing 707, poussé par 4 turboréacteurs, marquant le début de leur utilisation commerciale. Les hélices situées à la sortie des jets permettent une poussée supplémentaire.

- 23 juin :  le chef des communistes polonais Władysław Gomułka accuse la position des catholiques sur le contrôle des naissances d'être la principale cause des problèmes critiques de logement dans le pays.

- 24 juin : premier vol de l'avion britannique Avro 748 à Woodford.

- 25 juin : 
  - entretiens de Melun entre le gouvernement Michel Debré et le FLN (25-29 juin).
  - Départ de la vingt-huitième édition des 24 Heures du Mans.

- 26 juin : 
  - indépendance de Madagascar, Philibert Tsiranana devient président jusqu'en 1972.
  - Les Belges Paul Frère et Olivier Gendebien, sur Ferrari, remportent les 24 Heures du Mans.

- 27 juin : lors des négociations sur le désarmement, menées depuis le 15 mai à Genève, sous l'égide des Nations unies, les États communistes se retirent.

- 29 juin :  
  - Cuba nationalise les raffineries de pétrole.
  - Un jour avant l'indépendance du Congo belge, la CONAKAT essaie de proclamer l'indépendance d'une des régions, le Katanga ceci sera empêché par les services secrets belges.

- 30 juin : le Congo belge obtient son indépendance de la Belgique, Joseph Kasa-Vubu devient président[2].

## Naissances
- 1er juin : 
  - Maurizio Bevilacqua, homme politique fédéral.
  - Simon Gallup, musicien anglais bassiste du groupe The Cure.
  - Fabienne Amiach, animatrice de télévision française.
- 2 juin : André Lamontagne, personnalité politique canadienne.
- 5 juin : Jo Prestia, acteur et kickboxer français.
- 6 juin : Steve Vai, guitariste américain.
- 7 juin : Jocelyne Sagon, lutteuse française.
- 11 juin : 
  - Anne Teresa De Keersmaeker, chorégraphe belge de danse contemporaine.
  - Mehmet Öz, animateur d'émissions de télévision et chirurgien turco-américain.
- 15 juin : Michèle Laroque, humoriste et comédienne française.
- 16 juin : Laurent Gamelon, acteur français.
- 17 juin : Hans van Baalen, personnalité politique hollandaise († 29 avril 2021).
- 21 juin : Moussa Faki, homme politique tchadien.
- 22 juin : Adam Schiff, Politicien américain et Représentant des États-Unis d'Amérique depuis 2002.
- 23 juin : Samia Nkrumah, journaliste et politicienne ghanéenne.
- 25 juin : Laetitia Meignan, judoka française.
- juin : Makhtar Diop, économiste et homme politique sénégalais.

## Décès
- 1er juin : Frans Smeers, peintre belge (° 28 janvier 1873).
- 13 juin : Brooke Claxton, homme fédéral provenant du Québec.
- 17 juin : Pierre Reverdy, poète français, (° 11 septembre 1889).